# Елена из полипропилена
«Елена из полипропилена» — российская сатирическая телепередача, выходящая на телеканале MTV Россия. Премьера состоялась 21 февраля 2011 года.

## Описание
Главная героиня — девушка Елена (её роль исполняет фотомодель Елена Шоронина), приехавшая в Москву из Казани «покорять столицу» и выйти замуж за миллионера. В каждой серии Елена вместе с оператором Колей (его лицо ни разу не было показано) знакомится с известными и богатыми людьми (среди них — Тимати, Аристарх Венес и многие другие) и попадает при этом в различные абсурдные и комедийные ситуации.

## Мнения
Исполнительный продюсер Мария Визитей:

— Этот проект уникален. У главной героини шоу есть потрясающая особенность смешно отвечать на вопросы, подмечать то, чего не видят другие люди. Вместе с напарником Колей она пытается разобраться в премудростях столичной жизни и делает это смешно! В России еще никто не пытался работать в жанре стэнд-ап комедии не со сцены, а на улицах города, в магазинах, офисах, общественных заведениях… Елена общается как с обычными людьми, так и со звездами шоубиза. Это сплав комедии и журналистики.